# Heat It Up (álbum)
Heat It Up é o décimo primeiro álbum de estúdio da banda DeGarmo and Key, lançado em 1993.

## Faixas
1. "Voices"
2. "God Good/Devil Bad"
3. "Selective Amnesia"
4. "Never Look Back"
5. "Heat It Up"
6. "It's My Business"
7. "Dare 2B Different"
8. "Talk to Me"
9. "Armed and Dangerous"
10. "I Use the J Word"
11. "Soldiers of the Cross"
12. "Divine Embrance"
13. "Fight Back"